# Филип I Московски
Митрополит Филип I Московски (17. јун 1402, непознато - Москва, 5. април 1473) - митрополит московски и све Русије.
Изабран за примасију 1464. године. Десет година је Свети Филип I био на челу Московске митрополије, а за његово име везују се важни црквени догађаји. Канонизован од стране Руске православне цркве. Успомена на светитеља празнује се 5 (18) априла, на дан његове упокојења.

## Биографија
Рођен у Византији почетком 15. века. Био је патријаршијски клирик-чиновник и живео је у Цариграду. Када је пострижен, узео је име у част апостола Филипа.
Помиње се 1455. године као епископ суздаљски.
У фебруару 1459. учествовао је у хиротонији новгородског архиепископа Јоне. Године 1461. учествовао је у постављању архиепископа Ростовског Теодосија (Биваљцева) на чело Московске митрополије.
Године 1464. једногласно је изабран за наследника митрополита Теодосија, који га је препоручио за наследника. 11. новембра 1464. године постављен је на чело Московску митрополију.
Митрополит Филип је учествовао не само у црквеним пословима, већ и у унутрашњој политици великог кнеза московског. Године 1470. написао је писмо Новгороду у којем моли становнике града да буду лојални Москви, овај пут мислећи само на политичку страну ствари. Али исте године, околности су га приморале да пошаље нову поруку Новгороду, у којој је подстакао Новгородце да не потпадају под власт литванског митрополита и жестоко их осудио због њиховог интересовања за литвански „латинизам“.
Митрополит Филип је био против брачне заједнице цара Ивана III са унијатком Софијом Палеолог. Званична великокнежевска хроника тврди да је митрополит крунисао великог војводу, али незванични законик негира учешће митрополита у овој церемонији: „архијереј Коломна Осеј, који био локални архијереј, није заповедио свом исповеднику да се венча...”.
Под митрополитом Филипом у Московском Кремљу је почела изградња новог Успенског сабора – главне светиње Руске цркве. Приликом изградње 1472. године откривене су мошти светих Петра, Кипријана, Фотија и Јоне и установљена је прослава у знак сећања на овај догађај.
Митрополит је био велики постник и подвижник. После његове смрти, на телу владике Филипа откривени су гвоздени ланци – ланци којима је понизио своје тело.
Светитељ се упокојио 5. априла 1473. године у 70. години живота.

## Књижевна делатност
Аутор је низа посланица: Посланица Новгородцима о неотуђивости црквене имовине, Посланица Вјатки са позивом да помогне Москви у Казанским походима 1468-1469, две Посланице Новгороду 1471. против признања. западноруског митрополита и порука помиловања за Новгородце који су се потчинили великом кнезу после пораза код Шелона, Посланица Пскову.
На иницијативу Филипа, крштени Јеврејин Теодор превео је књигу „световних псалама“ (збирку „Махазор“) са јеврејског језика.
Похвала
27. августа 1479. године, приликом преноса моштију московских светитеља у новосаграђени Успенску храм, откривено је да тело митрополита Филипа које није подлегло труљењу. За коначну потврду Филипове светости недостајала су само чудесна исцељења у близини његовог гроба, али чуда нису забележена. Питање његове канонизације је било затворено. Гроб митрополита Филипа у Успенском сабору је временом изгубљен. Његово име је 2009. године уврштено у Сабор московских светитеља у лику светитеља, са данима за помен 5. априла и 27. маја.